# Zakładowa komisja rozjemcza
Zakładowa komisja rozjemcza – organ powołany przez dekret z 24 lutego 1954 r. o zakładowych komisjach rozjemczych (Dz. U. Nr 10. poz.35) właściwy w sprawach sporów pracowniczych. Ustawodawca wprowadzając do polskiego porządku prawnego ten organ oparł się na modelu radzieckich komisji rozjemczych (rascienoczno konfliktnyje komisji). Niewyczerpanie – w sprawach objętych działaniem dekretu – drogi postępowania przed zakładową komisją przed wniesieniem pozwu skutkowało niedopuszczalnością drogi sądowej. 
W myśl (obowiązującego zarówno wówczas jak i obecnie) art. 199 § 1 pkt 1 kpc sąd odrzuca pozew, jeżeli droga sądowa jest niedopuszczalna. Jednakże w postępowaniu w sprawach o roszczenia pracowników pomimo brzemienia tego przepisu odrzucenie pozwu nie mogło nastąpić, bowiem gdy do rozpoznania sprawy była właściwa komisja rozjemcza, sąd do którego skierowano pozew miał obowiązek przekazać sprawę tej komisji (art. 463 § 1 kpc).